# Piękny instalator
Piękny instalator – dwunasty album Marka Dyjaka, wydany 29 listopada 2019 przez Wydawnictwo Agora. Nominacja do Fryderyka 2020 w kategorii «Album Roku Muzyka Poetycka».

## Lista utworów
| Nr  | Tytuł utworu                        | Długość |
| --- | ----------------------------------- | ------- |
| 1.  | „Piękny instalator” (+ Vienio)      | 4:24    |
| 2.  | „Zapalasz ogień”                    | 3:11    |
| 3.  | „Piosenka na klęczkach”             | 4:09    |
| 4.  | „Bez”                               | 4:08    |
| 5.  | „Pies”                              | 4:29    |
| 6.  | „Jeszcze ryby”                      | 4:01    |
| 7.  | „Miriam” (temat z filmu „Jasminum”) | 4:11    |
| 8.  | „Przywykłem już”                    | 5:05    |
| 9.  | „Warszawo”                          | 3:24    |
| 10. | „Wielka” (+ Renata Przemyk)         | 5:32    |
|     |                                     | 42:34   |